# Bondage des testicules et torture du pénis
Pour les articles homonymes, voir CBT.
 (janvier 2009).
Si vous disposez d'ouvrages ou d'articles de référence ou si vous connaissez des sites web de qualité traitant du thème abordé ici, merci de compléter l'article en donnant les références utiles à sa vérifiabilité et en les liant à la section « Notes et références ».
Le bondage des testicules et/ou torture du pénis ou plus familièrement torture des couilles (traduction de l'anglais cock and ball torture abrégé en CBT) désigne un ensemble de procédés appliqués en particulier par les adeptes de BDSM, qu'il s'agisse de brûlures infligées aux testicules et pénis par de la cire chaude, de « fessée » administrée aux mêmes organes, d'écrasement des testicules, de flagellation des parties génitales, de sondage urétral, d'électro-stimulation érotique voire d'électro-torture, de chatouillements, de coups de pied sur les testicules, etc.
D'une pratique régulière ou d'une utilisation dans le cadre d'une punition, ces supplices ne sont pas l'apanage du sadomasochisme. Au Moyen Âge, certaines tortures visaient les organes génitaux, que ce soit lors des interrogatoires de l'Inquisition ou les condamnations à mort pour trahison en Angleterre avec l'émasculation selon le rite du « Hanged, drawn and quartered ».[précision nécessaire]
Ces pratiques qui consistent à tourmenter le scrotum et les testicules d'un partenaire, sont généralement associées à un jeu sexuel. Sous ce terme, on peut en fait distinguer des pratiques anodines qui provoquent une douleur assez légère éventuellement associée à une excitation considérée comme agréable et la torture proprement dite, qui provoque d’intenses souffrances.
Conformément aux dispositions des articles 16 et suivants du code civil relatives au respect du corps humain, dispositions légales qui sont d'ordre public, il est rappelé que les jeux sexuels sur les testicules comportent des risques très importants pour la santé, entre autres des risques de stérilité ainsi que des risques de cancer du testicule.

## Le tamakeri
Le tamakeri (玉蹴り)(lit. coups de pied dans les couilles) est une forme de fétichisme sexuel qui émaille les films pornographiques et les films d'horreur japonais (ex : le film Busted Balls). Le partenaire dominant montre sa supériorité en tenant les testicules du partenaire dominé à sa merci dans le but de lui faire exécuter ses instructions. Le partenaire lui boxe les testicules comme il le ferait d'un punching ball ou lui expédie coups de pied et de genoux dans les organes génitaux. Il peut aussi saisir les testicules et les écraser douloureusement entre ses doigts ou leur faire effectuer un certain nombre de tours de spire.
Les vidéos de tamakeri satisfont le penchant qu'ont certaines personnes pour le sadisme. L'idée des testicules pressés, écrasés et tordus (dans le cadre d'un jeu choisi) les stimule sexuellement. Le tamakeri, exécuté dans des films pornographiques, est suivi par des scènes de sexe, ce qui implique que l'acteur soit exceptionnellement résilient.
Ce genre plaît surtout aux hommes mais aussi à certaines femmes au Japon et ailleurs. Les actrices de ce genre de films sont de jeunes mannequins au chômage ou bien des actrices confirmées qui n'interprètent qu'occasionnellement de tels rôles, comme c'est le cas, par exemple, d'Erika Nagaï qui en a fait une spécialité.[réf. nécessaire] Les acteurs sont, en revanche, souvent d'authentiques masochistes candidats pour tourner dans ce type de vidéos.

## Les différentes tortures

### Lesballstretchers
Littéralement « étireurs de couilles », ce sont généralement des anneaux en métal, cuir, latex ou matières plastiques. L'effet d'allongement est le fruit de l'extension imposée et, pour les variantes en métal, du poids variant de 0,3 kg à plus de 2 kg qui est appliqué aux testicules qui progressivement s'affaissent. Ils positionnent à la base du scrotum qu'ils permettent d'étirer d'une distance de 2 à près 12 cm (voire 30 cm pour les personnes ayant un scrotum initialement laxe).
Certains de ces ballstretchers sont fixés avec des vis, et peuvent être munis de pointes internes ce qui intensifie la douleur. Ils peuvent également être associés à des poids externes (quelques centaines de grammes à 2 kg[réf. nécessaire]) qui pèseront sur les testicules.

### Les séparateurs
Généralement associés à un cockring, ils sont formés d'anneaux se plaçant de telle façon qu'une pièce métallique s'intercale entre les deux testicules, séparant ainsi le scrotum en deux parties distinctes.

### Les parachutes
Ce sont des cônes de cuir (le plus souvent), de métal ou de latex qui s'accrochent à la base du scrotum via des lanières. Ils comportent de trois à quatre courtes chaînes qui peuvent servir de points d'attache à des poids. Sa ressemblance avec le parachute aérien est évidente. Les parachutes sont essentiellement décoratifs mais peuvent également être garnis de pointes sur leur face en regard des bourses.
Utilisé dans le cadre d'une relation intime au sein d'un BDSM, le parachute exerce une traction constante et un effet de pression sur les testicules de celui qui le porte. Des poids plus ou moins lourds peuvent y être suspendus. Ils sont particulièrement lourds pendant le bondage et seront plus légers lorsque le dominé est libre de ses mouvements. Dans ce cas, le balancement d'un poids trop lourd pourrait limiter certains mouvements du dominé en même temps qu'il procure un stimulus visuel du partenaire dominant.

### Lacirechaude
Le cire chaude peut être utilisée afin de brûler et d'épiler le scrotum. Elle provient le plus souvent d'une bougie en train de se consumer mais peut aussi être obtenue à l'aide d'appareils électriques destinés à l'épilation. Il existe à cette fin des cires dont le point de fusion est relativement bas pour que le supplice puisse se dérouler dans des conditions optimales de sécurité.

### L'infusion du scrotum
Consiste à plonger les testicules dans un petit récipient contenant de l'eau chauffée à une température élevée supérieure à 80 °C[réf. nécessaire] pendant cinq à dix minutes. Elle est censée provoquer une stérilité temporaire, les spermatozoïdes ne résistant pas à une chaleur excessive.

### L'électro-torture
Elle se pratique en appliquant des électrodes sur le scrotum ou autour de la verge, de façon à délivrer des décharges électriques d'intensité variable.

### Lesnuts-crackers
Littéralement « casse-noix », permettent d'exercer de fortes pressions sur les bourses. Il peut s'agir de deux planchettes reliées par quatre vis qu'on peut serrer ou de dispositifs plus complexes tels que des tubes métalliques comportant en leur centre une grande vis soudée à son sommet à une pièce métallique en contact avec les bourses. La pratique de l'écrasement des testicules servait autrefois à la castration des castrats de l'opéra entre autres et relève donc d'une pratique dangereuse qui peut aboutir à la stérilité, infraction réprimée par le code pénal comme mutilation aux dispositions de l'article 222-9 du code pénal.

### Des poids
De quelques centaines de grammes à 2 kg, ils sont souvent utilisés en association avec les ballstretchers et les parachutes.

### Lehumbler
Du verbe anglais to humble (humilier ou plus littéralement : rendre humble) il est également rattaché à la torture des testicules.
Il est constitué d'un ball cuff (« menotte à couilles ») qui se ferme sur la base du scrotum et monté au centre d'une barre qui passe derrière les cuisses à la base des fesses. Le ball cuff ferme à l'aide d'une clef. Qui ne la possède pas ne peut pas retirer l'appareil. Le humbler oblige son porteur à fléchir les jambes et à ramper à genoux, étant donné que tenter de se redresser provoquerait une traction sur le scrotum qui constituerait une douleur considérable.
En raison de la force des muscles des membres inférieurs, le humbler peut provoquer des lésions irréversibles et doit être utilisé avec précaution. Des lésions peuvent également être causées par un port prolongé.

### Letesticle cuff
C'est une variante du précédent. Il comporte, en plus du ball cuff, un anneau qui enserre la base du pénis. Il ferme également à clef.
Certaines personnes aiment posséder, d'autres être possédés. Le port du testicle cuff donne à celui qui le porte la sensation d'appartenir à son partenaire. De plus, il apporte un certain degré d'humiliation qui lui procure une excitation sexuelle. Au total, les cuffs peuvent éventuellement faire partie du fétichisme sexuel de celui qui le porte aussi bien que de son partenaire.

### L'orgasme forcé
C'est une torture du pénis. Il s'agit, dans le milieu du BDSM, d'un jeu dans lequel le partenaire dominant procure un orgasme au partenaire soumis alors que celui-ci tente de retarder son éjaculation le plus longtemps possible.
En général, le dominant continue à masturber le partenaire soumis après l'orgasme, ce qui s'avère désagréable et même douloureux en raison de la sensibilité du pénis pendant la période réfractaire. Cependant, l'excitation du soumis est due en partie à cette période douloureuse qu'il doit surmonter pour jouir derechef. Un autre aspect souvent jugé excitant par les adeptes de cette pratique est que le soumis n'a pas de contrôle pour décider quand et comment il éjaculera.
Il est également fréquent d'utiliser l'orgasme forcé comme préparation à l'orgasme interdit : le soumis est forcé de jouir de nombreuses fois pendant quelques jours afin de provoquer une sorte d'addiction puis la phase d'orgasme interdit commence et il ne lui est plus permis de jouir pendant une période plus ou moins longue.

### Le Numbing
Cette pratique consiste à engourdir partiellement ou intégralement la verge à l'aide de pommades anesthésiantes. En y associant le port d'un cockring, le pratiquant peut garder son érection mais n'éprouve plus de stimulation ni de plaisir lors du rapport sexuel.
Il peut ainsi rester en érection très longtemps, ce qui prolonge considérablement la pénétration.
C'est une pratique très prisée pour la frustration sexuelle qu'elle procure. Elle est souvent utilisée en complément du port d'une cage de chasteté.

### Castration fantasy ou simulacre de castration
Une pratique principalement psychologique consiste à mimer la castration ou et de faire croire au soumis qu'il va perdre ses testicules et/ou son pénis.

## Brimades scolaires assimilables à la torture des organes génitaux
- Le wedgie est une pratique en vogue aux États-Unis qui consiste à tirer les sous-vêtements de la victime de façon à lui écraser les testicules.
- Le Happy Corner, très pratiqué sur les campus universitaires en Chine et à Taïwan consiste à choquer contre un poteau les parties génitales de la victime.